# Kaposvölgye VSC
A Kaposvölgye VSC egy magyar labdarúgóklub, Nagyberkiben. A csapat a megszűnéséig NB II - Nyugati csoportjának masszív tagja volt.

## Rövid története
Bár Nagyberki községnek már 1925-ben volt csapata, a jelenlegi csapat csak 1936-ban alakult meg, s nem jogutódja a korábban működő Nagyberki LE-nek. 1948-tól a Kaposvári Labdarúgó Alszövetség szervezése alatt álló bajnokságokban játszott, járási és megyei másodosztályban. A csapat sok névváltozáson ment keresztül, mire a falu neve helyett Kaposvölgye nevet felvette. 1992-ben indult meg a csapat mai napig folyó előretörése, kezdve a körzeti bajnokságmegnyerésével, évente osztály váltva NB II-ig menetelt a gárda. Az utóbbi években már az NB II-ben is masszív középcsapata, s a másodosztályban kissé idegen módon rendre jó pár légióst alkalmaz. Országosan először 2003-ban ismerték meg az együttest, amikor kiejtette a Magyar Kupából a címvédő Újpestet.
2011-ben a csapat az utolsó helyen végzett a bajnokságban. Az idény során anyagi gondokkal küzdöttek, míg végül a bajnokság végén megszűnt a klub.

## Neves játékosok
- Nikolics Nemanja (magyar válogatott labdarúgó)
- Erdzan Beciri (szlovén utánpótlás-válogatott labdarúgó)

## Szakmai stáb
| Vezetőedző    | Pályaedző      | Kapusedző | Gyúró      | Szertáros    |
| Horváth Lajos | Csendes Balázs | ?         | Végső Béla | Csonka Gyula |

## Játékoskeret
2009. október 25-én:
* a félkövérrel írt játékosok rendelkeznek felnőtt válogatottsággal.
| Kapusok | Kapusok          |
| ------- | ---------------- |
| 1       | Ferencz Norbert  |
| 1/1     | Köllő András     |
| 23      | Strublics József |

| Hátvédek | Hátvédek       |
| -------- | -------------- |
| 4        | Jagodits Gyula |
| 3        | Vaskó József   |
| 5        | Fellai József  |
| 12       | Đurica Zuparić |
| 15       | Szabó Szabolcs |
| 21       | Mező Tamás     |
| ##       | Menyhért Gergő |
| ##       | Pintér László  |
| ##       | Kerekes István |

| Középpályások | Középpályások    |
| ------------- | ---------------- |
| 6             | Szűcs László     |
| 7             | Huzmi Gábor      |
| 8             | Kardos Ernő      |
| 9             | Koller Krisztián |
| 11            | Andruskó Attila  |
| 14            | Sandro           |
| 17            | Fodor Tamás      |

| Csatárok | Csatárok      |
| -------- | ------------- |
| 2        | Horváth Gyula |
| 13       | Ivusza Gábor  |
| 16       | Simon Attila  |

## Külső hivatkozások
- Nem hivatalos honlap